# Het Monochrome Banketje
Bei dem Monochromen Banketje (ndl. für monochromes Bankettbild) handelt es sich um eine besondere Art der holländischen Stilllebenmalerei des 17. Jahrhunderts – im Speziellen des Mahlzeitstilllebens. Diese Gemälde entstanden vorrangig in der nordholländischen Stadt Haarlem. Als Hauptvertreter gelten Pieter Claesz und Willem Claesz. Heda. Die Blütezeit war das zweite Viertel des 17. Jahrhunderts (ca. 1625–1650). Die Monochromen Banketjes zeigen keine üppigen Tafeln, sondern vorrangig bescheidene Mahlzeiten (im Sinne eines Imbisses). Ein Hauptmerkmal dieser Gemälde ist das auf einen Grundton reduzierte Kolorit. Bestimmte Objekte dieser momenthaften Darstellungen werden als Symbole der Vergänglichkeit (Vanitas) gedeutet.
Das Monochrome Banketje bezeichnet einerseits den Individualstil der beiden Künstler Claesz und Heda im zweiten Viertel des 17. Jahrhunderts, ist aber andererseits auch aufgrund der Nachahmung und der innovativen Leitmotive – Thematisierung und Reduktion – für die Entwicklung des Stilllebens generell von elementarer Bedeutung.

## Begrifflichkeit & Begriffsgeschichte
Bereits Axel Sjöblom, der 1917 eine Untersuchung der koloristischen Entwicklung des niederländischen Stilllebens anstellte, fiel auf, dass eine Anzahl von Gemälden von Künstlern aus der Provinz Holland eine eigentümliche Farbigkeit aufweisen. Des Weiteren bezeichnete er die Malweise des Pieter Claesz als „Charakteristikum der Haarlemer Schule“.
Die Kunsthistorikerin E. Zarnowska brachte das Adjektiv monochrom in die Diskussion ein. Sie benannte zuerst den auffälligen Fakt, der eine große Gruppe von Gemälde zu vereinen scheint – nämlich ein auf einen Grundton reduziertes Kolorit. Ihr Vorschlag für die Kategorisierung der von ihr gemeinten Haarlemer Gemälde war die Einordnung dieser in eine „Période monochrome“.

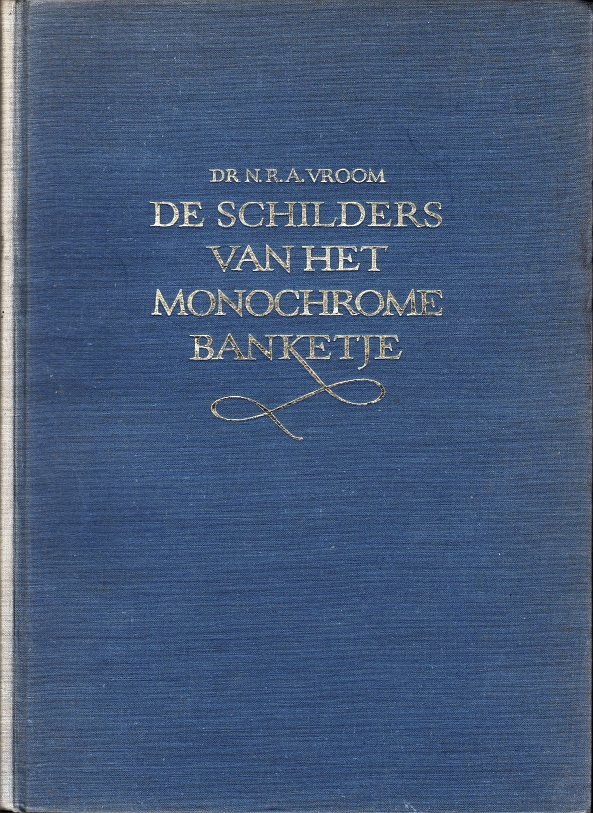
N.R.A. Vroom
De schilders van het monochrome banketje. 1945

Die erste und bis dato einzige umfassende Monografie zu diesem Thema veröffentlichte 1945 der niederländische Kunsthistoriker Nicolaas Rudolph Alexander Vroom. Der Titel des Werkes lautet De schilders van het monochrome banketje. N.R.A. Vroom etablierte damit den Begriff des Monochromen Banketjes. Er schloss an Zarnowskas Beobachtung an und übernahm das Adjektiv monochrom. Der zweite Teil des Begriffes erklärt sich durch die Bildgegenstände – nämlich Nahrungsmittel, Geschirr, Besteck etc. – und die zeitgenössische Bezeichnung derartiger Gemälde. Vrooms ausführliche Studie zu den Künstler der Monochromen Banketjes benannte Pieter Claesz. und Willem Claesz. Heda als Hauptvertreter. Darüber hinaus versuchte Vroom den vielen „kleineren Meistern“ ihren verdienten Ruhm zukommen zu lassen. Die Monografie ist einerseits analytisch aufgebaut und untersucht systematisch die dargestellten Objekte, die Komposition, die Farben und die Entwicklung der Gemälde. Andererseits ging Vroom aber auch interpretatorisch zu Werke, beispielsweise bei den Ausführungen über den Charakter der Gemälde. Vroom nahm bei diversen unsignierten Gemälden als Erster eine Zuschreibung an einen bestimmten Künstler vor.
Vroom veröffentlichte 1980 eine zweibändige Überarbeitung seiner Monografie von 1945 in englischer Sprache. Im überarbeiteten Text gibt es hier und da Ergänzungen – vor allem um Fehler in der Zuschreibung aus der ersten Publikation zu verbessern und neue Untersuchungsergebnisse zu veröffentlichen. Den Abschluss bildet ein dritter Band, der jedoch 1999 und somit posthum veröffentlicht wurde. Die 1980 und besonders 1999 publizierten Betrachtungen Vrooms haben einen auffällig spekulativen Charakter. Dies erklärt, warum die Überarbeitung des ursprünglichen Textes in zwei neuen Bänden mit dem Höhepunkt in den teils waghalsigen Vermutungen im dritten Ergänzungsband, weniger dankend angenommen wurden als die Studie von 1945.
In der Publikation über die Holländische Stilllebenmalerei von dem schwedischen Kunsthistoriker Ingvar Bergström aus dem Jahr 1947, 1956 in englischer Übersetzung, schlug dieser eine eigene Einteilung vor, die jedoch deutlich von Vrooms Publikation inspiriert ist. Bergström trennte aufgrund der chronologischen Entwicklung das frühere „early breakfast-piece“, bei Vorenkamp und Vroom als „uitgestalde stilleven“ bezeichnet, vom späteren „later breakfast-piece“. Zu letzterem formulierte er noch, das man jene Stillleben, die noch hinzu ein auf einen Grundton reduziertes Kolorit aufweisen, als „monochrome breakfast-piece“ bezeichnen könne, was wiederum mit „ontbijt“ synonym wäre. Er wies aber gleichzeitig auf die Komplexität des Begriffes ontbijt hin und die damit verbundenen Probleme bei der Übersetzung ins Englische.
Der Begriff [Het] Monochrome Banketje wird noch stets in der Forschung verwendet. Diesem Fakt kann auch die offensichtliche Falschheit des Adjektives monochrom und eine unübersehbare Ungenauigkeit des Begriffes und seiner Verwendung im wissenschaftlichen Sinne nichts anhaben. Besonders die oft zu findende deutsche Übersetzung Frühstücksstillleben ist nicht korrekt und unpassend. In der Forschung wurde der sinnvolle Versuch unternommen, das Adjektiv monochrom durch das passendere Adjektiv tonig zu ersetzen, was sich aber nicht durchsetzen konnte.
Der von N.R.A. Vroom etablierte Begriff – Het Monochrome Banketje – ist aus der Forschung nicht mehr wegzudenken. Problematisch wird es allerdings, wenn es um die genaue Definition des Begriffes und die Zuordnung von Gemälden geht. Hierbei wird mit dem Begriff zuweilen recht inflationär umgegangen.

## Vorläufer
Der Kunstgeschichte favorisiert eine Entwicklung, in der davon ausgegangen wird, dass die vor allem in Holland und Flandern gefertigten Bilder von Mahlzeiten eine Herauslösung aus dem „Panorama der Essensvorräte“ der Küchen- und Marktstücke von Pieter Aertsen und Joachim Beuckelaer darstellen würden. Kurt Bauch formulierte sogar, dass das Stillleben als solches in der nordholländischen Stadt Haarlem seine Form erhält. Möglich ist aber auch, dass das erste  autonome Mahlzeitstillleben (Imbissstillleben), aufgrund der dortigen Spezialisierung auf einzelne Bildmotive, in Flandern entstand. Eben dort malten Künstler wie Osias Beert d. Ä. und Clara Peeters Stillleben mit Motiven, die auch im Norden zu finden waren. Ein Austausch zwischen Holland und Flandern ist unbestreitbar.
Die besondere Rolle, die Haarlem in diesem Zusammenhang spielte, wird durch die Gemälde deutlich, die in der Forschung als Schautafeln bezeichnet werden. Die erste Haarlemer Generation von Malern, die sich mit dieser Untergattung des Stilllebens beschäftigte, wird angeführt von Floris van Dyck und Nicolaes Gillis. Vroom nannte in Rückgriff auf Vorenkamp diese Art von Stillleben sehr treffend „Het Uitgestalde Stilleven“. Uitstallen bedeutet im Niederländischen etwas zur Schau stellen und findet sich als Wortstamm auch in uitstalkast (= Schaukasten / Vitrine) wieder. Eben auf diese Weise werden dem Betrachter in den Gemälden von Floris van Dyck und Nicolaes Gillis Lebensmittel und Tischgeschirr wie in einer Schauvitrine vorgeführt.

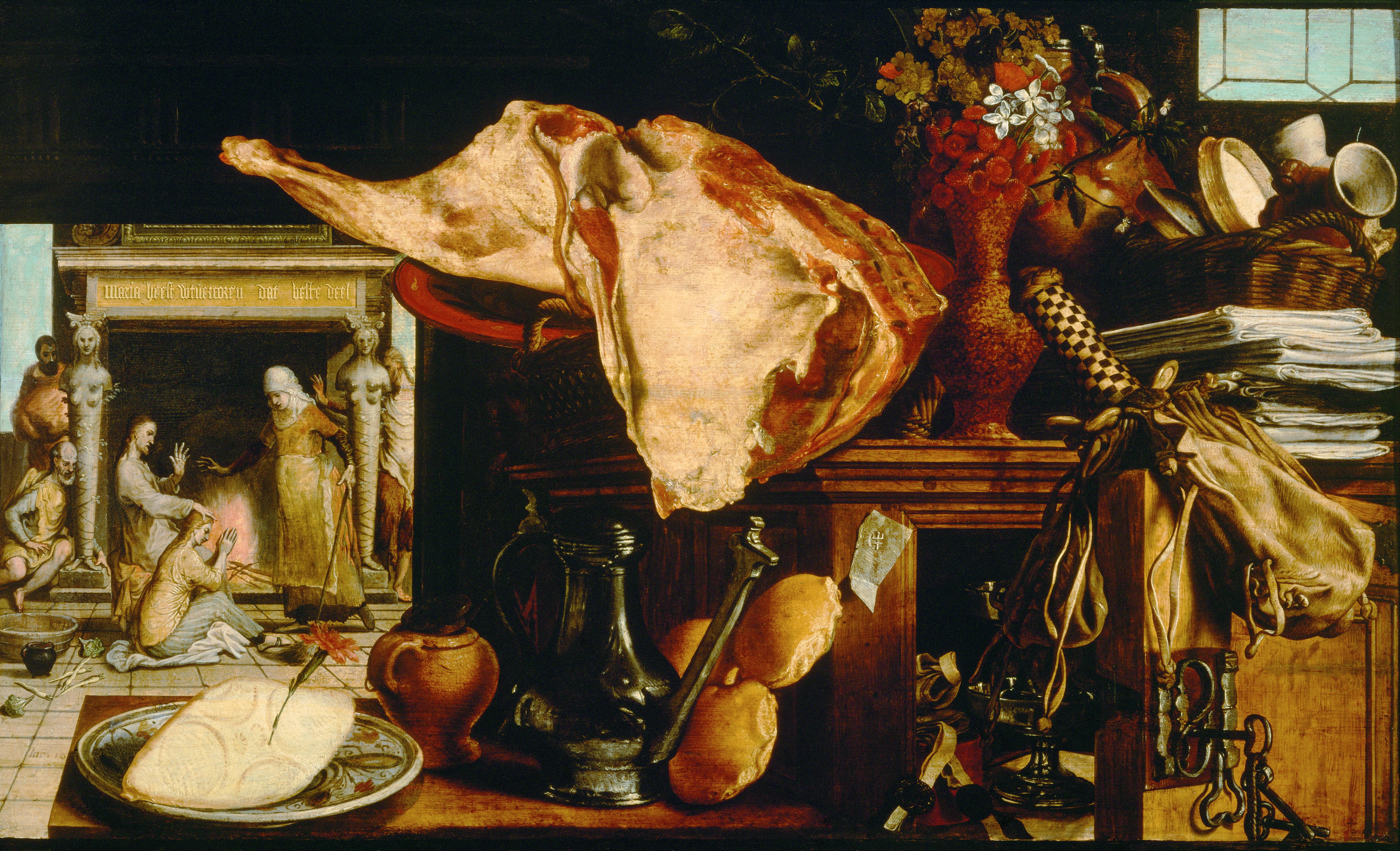
Pieter Aertsen Küchenstück mit der Szene Christus bei Maria und Martha, 1552, Öl auf Holz, 60 × 101,5 cm, Kunsthistorischen Museum, Wien
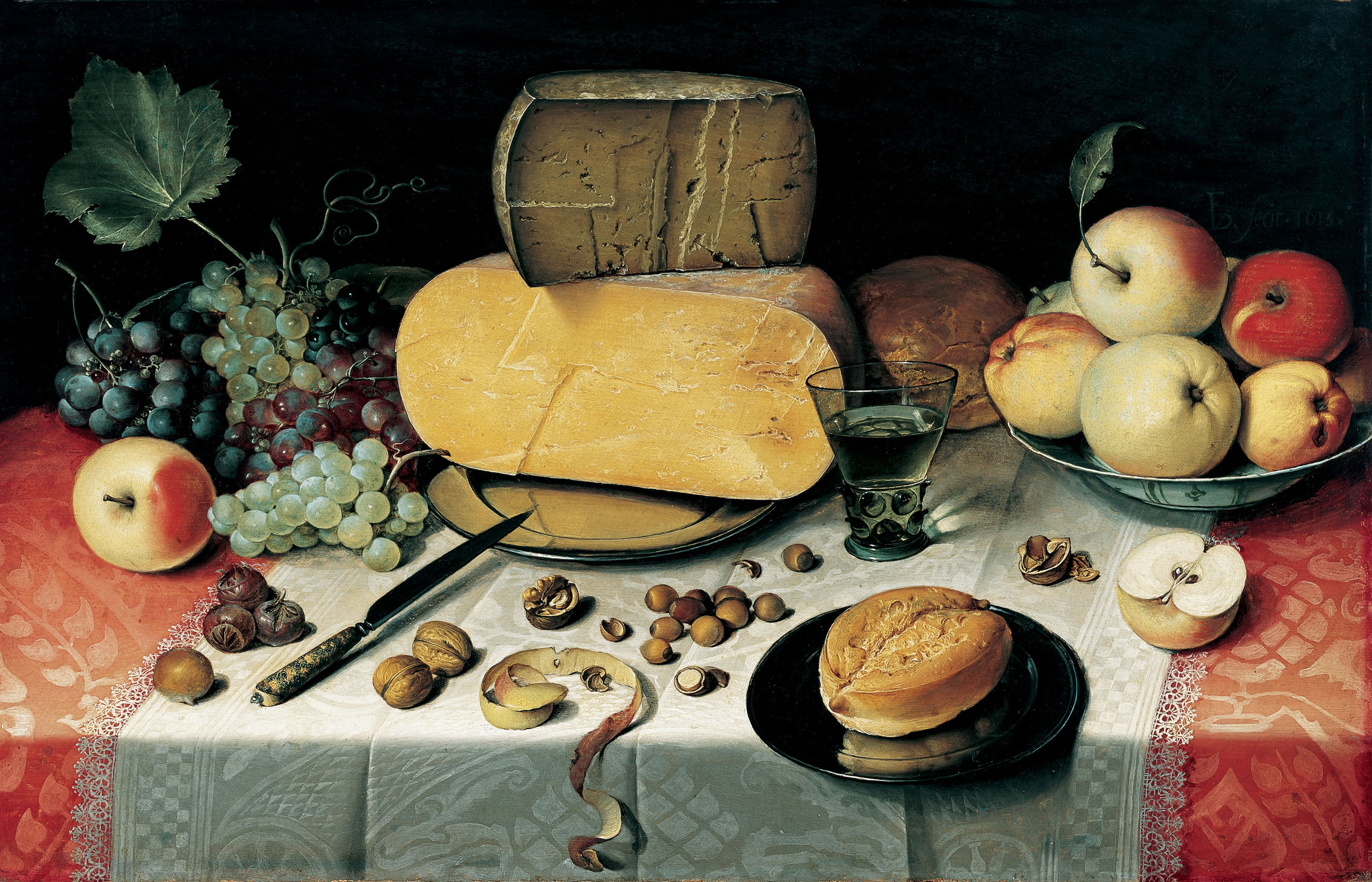
Floris van Dyck Stillleben mit Käse, Früchten u. a., 1613, Öl auf Leinwand, 49,5 × 77 cm, Frans-Hals-Museum, Haarlem
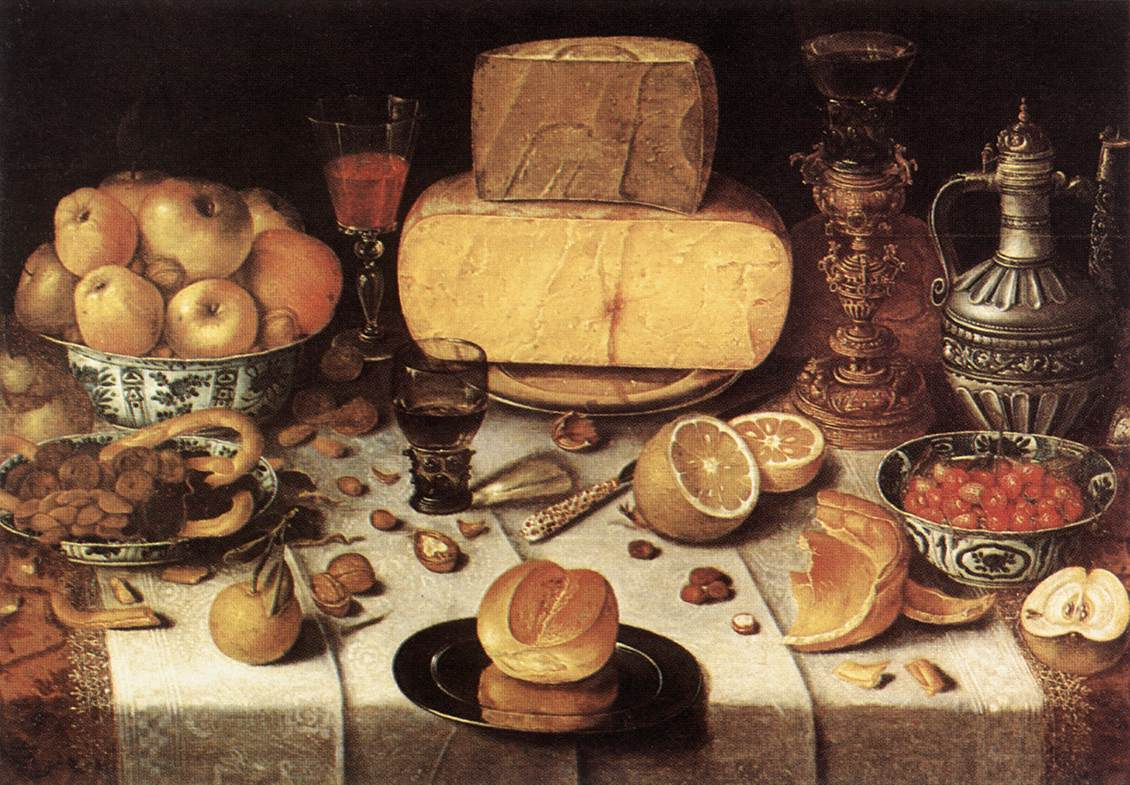
Nicolaes Gillis Stillleben mit Käse, Früchten u. a., ca. 1611, Frans-Hals-Museum, Haarlem

## Formale Eigenschaften der Monochromen Banketjes
„Hier dominiert erstmals in der Geschichte der niederländischen Stillebenmalerei deutlich das malerische WIE über das inhaltliche WAS.“

### Bildgegenstände & Motive

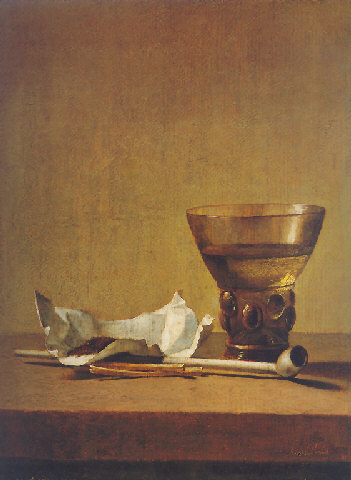
Karel Slabbaert
Raucherstillleben, 1641, Privatbesitz

Es lässt sich anhand von Pieter Claesz.' Œuvre nachweisen, dass die Monochromen Banketjes nicht abrupt auf die Schautafeln folgten, sondern innerhalb einer Übergangsphase entstanden. Allerdings fehlen viele Gemälde in dieser Entwicklung aufgrund von Verlust oder unbekannten Aufenthaltsorten. Die Gemälde der Übergangsphase – die 1620er Jahre – zeigen noch etliche Bildgegenstände der Gemälde von Nicolaes Gillis und Floris van Dyck.
Der Römer und die metallenen Teller, aber auch das Flötenglas und die Jan-Steen-Kanne waren bereits auf den frühen Haarlemer Schautafeln zu sehen und sind auch auf den Gemälden der betrachteten Künstler anwesend. Andere Objekte wie der Käse werden in anderer Form abgebildet – beispielsweise anstatt einer Käsepyramide als Käsekorb. In dieser Zeit etablierte sich ein erster Fundus von Bildgegenständen: Römer, Jan-Steen-Kanne, Bierglas, Tazza u. a. Kombiniert werden diese mit Objekten, die weniger oft in den Gemälden zu finden sind: Abendmahlsbecher, vergoldeter Deckelpokal, Serviette und Stangenglas u. a.
Innerhalb des Bildgefüges gibt es einerseits Objekte, die hauptsächlich lediglich als Staffage vorkommen und andererseits Objekte, die das Bildthema bestimmen. Letztere ermöglichen es, die Stillleben der ersten Hälfte des 17. Jahrhunderts in deutliche Typen zu gliedern – besonders jene der 1630er Jahre. Die Gemälde der 1620er Jahre zeigen ebenfalls dementsprechende Tendenzen. Allerdings sind in diesen die verschiedenen Typen wie Imbissbild, Vanitas-Stillleben, Raucherstillleben und Fischstillleben (= einer Darstellung unpräparierter, frisch gefangener Fische; ≠ Fischmahlzeit) noch nicht so deutlich voneinander getrennt.
Vanitas-Stillleben und Raucherstillleben zählen streng genommen – aufgrund der fehlenden Referenz zu einer Mahlzeit – nicht zum Monochromen Banketje. Dennoch werden sie oft als solche bezeichnet, da sie in Bezug auf die übrigen formalen Eigenschaften mit diesem übereinstimmen. Das Blumenstillleben zeigte zu keiner Zeit einen Einfluss der tonigen Malerei der Haarlemer Stilllebenmaler.
Folgende Stilllebenarten bilden die Menge der als Monochrome Banketjes bezeichneten Gemälde:
Das reduzierte Arrangement
Hierbei handelt es sich um absolut reduzierte Darstellungen (von Mahlzeiten). Es kommt vor, dass so nur ein einzelnes Weinglas das Hauptmotiv bildet. Bei diesen Gemälden wurden besonders gern Objekte aus Glas mit Objekten aus Metall kombiniert. Die Möglichkeit, dass es sich hierbei um reelle Mahlzeiten handeln könnte, ist unwahrscheinlich. Vielmehr ähneln diese Gemälde der 1620er und 1630er Jahre Objektstudien. Martina Brunner-Bulst nannte diese Gemälde im Œuvre von Claesz. „Klassische Meisterwerke“.
Das Mahlzeitstillleben
In diesen Gemälden bestimmt eine Mahlzeit als Hauptmotiv das Bild. Im Mittelpunkt können stehen: die Früchtepastete, silberne Meeresfrüchte, die Fischmahlzeit, ein Schinken mit dazugehörigem Senftöpfchen oder ein Braten. Angereichert werden diese Gemälde in einigen Beispielen durch Früchteensembles. Pieter Claesz. vertraute dabei einige Male auf die Hilfe seines Malerkollegen Roelof Koets. Diese Gemälde bilden den Kern der Monochromen Banketjes.
Das Raucherstillleben
Rauchutensilien wie Tonpfeife, Tabak, Tabakbehältnisse und Pfeifenanzünder bestimmen thematisch diese Gemälde. Bei den Rauchutensilien handelt es sich einerseits um einen in den 1620er Jahren etablierten eigenen Typus, aber auch um ein Motiv, das mit anderen kombiniert werden konnte. Stillleben dieser Art werden oft als Rookertje oder Toebackje bezeichnet. Es handelt sich bei dem Raucherstillleben m einen Typus der Haarlemer Stilllebenmalerei, den Pieter Claesz. vollkommen neu erdachte. Denn derartige Objekte sind weder auf den Gemälden der älteren holländischen Malergeneration, noch auf den Stillleben vor Claesz.' ersten bekannten Raucherstillleben von 1622 zu finden.
Das Vanitas-Stillleben
Das Rauchen wurde als sinnloser Zeitvertreib interpretiert und symbolisiert so die Vergänglichkeit alles Irdischen und die Eitelkeit (Vanitas) des Menschen. Hier gibt es eine Schnittstelle mit den Raucherstillleben. Parallel entstanden aber auch Gemälde mit noch eindeutigeren Objekten wie beispielsweise dem Totenschädel, Taschenuhren, Kerzen, Muscheln u. a.  Das Vanitasstillleben entstand nicht im Zuge der Monochromen Banketjes, sondern hat in älteren Traditionen seine Wurzeln. Es wurde lediglich durch Künstler wie Claesz. und Claesz. Heda dem vorherrschenden Stil der tonigen Malerei angeglichen. Wirkliches Zentrum der Vanitasstillleben ist nicht Haarlem, sondern die Universitätsstadt Leiden.

### Komposition
N.R.A. Vroom wies in seiner Studie von 1945 auf die Bedeutung von Diagonalen und Linien innerhalb der Gemälde der Haarlemer Meistern hin. In Fortführung dieser Grundidee können für die Monochromen Banketjes drei wesentliche kompositorische Konzepte nachgewiesen werden. Alle drei Kompositionschemata treten bereits in den 1620er und frühen 1630er Jahren auf.
| Kompositionsschema                 | Beispielgemälde                                                                                            | Merkmale |
| ---------------------------------- | --- | --- |
| Dreiecks-Anordnung                 | Willem Claesz. Heda, Stillleben mit Hering, Römer, Tazza und einer Taschenuhr, 1629, Mauritshuis, Den Haag | Hierbei handelt es sich um den Aufbau des Arrangements auf dem Tisch, ausgehend von einer der beiden vertikalen Seiten des Bildes. Es ergibt sich dabei die Grundfigur eines rechtwinkligen Dreiecks. Bei diesem Schema existiert nur eine Kompositionsstütze. Martina Brunner-Bulst schrieb, dass sich innerhalb der Gemälde der 1620er Jahre der Schwerpunkt der Komposition allmählich von der Mitte des Bildes endgültig gelöst hatte. Vroom sieht in diesem Kompositionsprinzip den Prototyp für das frühe Imbissbild des 17. Jahrhunderts. |
| schräg-pyramidale Anordnung        | Willem Claesz. Heda, Stillleben mit Austernteller und Jan-Steen-Kanne, 1656 (od. 1636)                     | Dieses Schema ist eine Anordnung der Bildgegenstände gemäß einer gedachten und meist gedrungenen Pyramidenseite – ebenfalls mit nur einer Kompositionsstütze, deren obere Spitze mehr oder weniger zur Mitte des Bildes tendiert. Dieses Kompositionsschema verdrängte zu einem frühen Zeitpunkt im Œuvre von Heda das erste Schema, welches Claesz. präferierte. Diese Art der Komposition nannte Erika Gemar-Költzsch „Das Amsterdamer Kompositionsprinzip“.                                                                                   |
| Kompositionsstützen links & rechts | Pieter Claesz, Stillleben mit Rauchwerkzeug, Hering und Bierglas, 1647, Fine Arts Museums, San Francisco   | Das dritte Schema entspricht einer Anordnung der Objekte mit zwei Kompositionsstützen. Das Bild wird von diesen gerahmt. Der Blick des Betrachters wird dadurch auf die Objekte, die um die Bildmitte arrangiert sind, gelenkt. |

### Lichtregie
In nahezu allen Monochromen Banketjes sorgt eine indirekte Lichtquelle für die Beleuchtung im Bild. Dies ist meist ein, in den Reflexionen auf den Objekten erkennbares, hoch gelegenen und traditionell halb abgedunkelten Fenster. Das Licht und die Gestaltung von Flächen durch Licht und Schatten ist ein bedeutendes Charakteristikum der Haarlemer Stillleben. Licht wird traditionell als Strukturmittel eingesetzt und erzeugt Perspektive. Eine neue Aufgabe des Lichtes war die Etablierung einer Atmosphäre und Stimmung im Bild. Besonders der Hintergrund wurde dabei ab den 1620er Jahren und ausgereift in den 1630er Jahren als neue Fläche der Lichtbeobachtung gewonnen. Darüber hinaus gelingt den Künstlern durch die Nachahmung optischer Effekte wie Lichtreflexen eine zuvor unbekannte Oberflächenmodellierung.

### Format & Maße
Große Abmessungen wie sie noch in den Schautafeln der vorangegangenen Malergeneration (Nicolaes Gillis und Floris van Dyck) möglich waren, wurden in den 1630er Jahren, als Resultat der 1620er Jahre, als Standardmaße verworfen. Aber auch die kleinen Maße (unter 50 Zentimeter) sind ebenso gering. Die etablierte Standardbreite liegt bei 50 bis 70 cm. Das Querformat ist bei den Monochromen Banketjes am häufigsten anzutreffen. Daneben existieren auch noch drei weitere nachweisbare Formate, nämlich das Hochformat, das Quadrat und das Oval. Die Hinwendung zum Hochformat ab den 1630er Jahren in den Œuvres der Künstler ging dabei auch stets mit der Monumentalisierung und Nobilitierung der dargestellten Objekte einher und weist auf den Einfluss der Gemälde aus Amsterdam – im Besonderen auf jene von Jan Jansz. den Uyl.

### Farbigkeit
Auffällig ist der Fakt, dass das Kolorit in den Monochromen Banketjes deutlich von der realen Farbigkeit der dargestellten Objekte abweicht und stattdessen einen einheitlichen Farbton als Grundton des Bildes aufweist. Es ist möglich, dass Tendenzen zur Reduktion der Lokalfarbigkeit bereits aus den Schautafeln herrühren. Es wird auch vermutet, dass die Holländische Landschaftsmalerei, die am Anfang des 17. Jahrhunderts neue Akzente setzte, starken Einfluss auf die anderen Gattungen hatte und somit den Trend der Reduktion der Farbigkeit und den Bedeutungsgewinn des Lichtes (Atmosphäre) anregte. Rein formal lassen sich innerhalb der tonigen Malweise deutliche Unterschiede aufzeigen. Die verschiedenen Maler bevorzugten voneinander abweichende Kolorite. Es existieren drei unterschiedliche Methoden der tonigen Malweise. Generell dominierten die Farben Braun, Grün, Grau oder Schwarz als Grundton das Arrangement.
| Grundton                                  | Beispielgemälde | Merkmale |
| ----------------------------------------- | --- | --- |
| brauner Grundton                          | Pieter Claesz., Stillleben mit Hering, Brötchen und Bierglas, 1636, Museum Boijmans Van Beuningen, Rotterdam                  | Hierbei wurde die Farbigkeit aller Objekte im Bild einem gewollten stimmungsvollen Grundton angeglichen. Vroom schrieb, dass der grau-braune Grundton zu einem wesentlichen Charakteristikum der Gemälde von Pieter Claesz. wurde. Das tonige Farbspektrum der dargestellten Objekte korrespondiert mit dem ebenfalls tonig gestalteten Hintergrund. Das satte Braun als Grundton der Farbpalette findet sich auch bei Roelof Koets, Cornelis Cruys, Adriaen Kraen und Jan Fris. |
| grün-grauer Grundton                      | Willem Claesz. Heda, Stillleben mit Pastete, Zinngeschirr und goldenem Deckelpokal, 1635, National Gallery of Art, Washington | Bei dieser, zweiten, Methode wird der einheitliche Grundton dadurch geschaffen, dass bestimmte Objekte mit ähnlichem Farbcharakter eine besondere Präsenz und Aufmerksamkeit erhalten bzw. sogar zahlenmäßig und somit auch farblich das Arrangement dominieren. Oft verwendete Heda einen grünlichen Grundton. Auch hier ist der Hintergrund gemäß dem Grundton gestaltet. Im Gegensatz zu den von einer warmen Atmosphäre erfüllten Gemälden mit einem braunen Grundton, wirken jene mit einem grün-grauen Grundton eher reserviert, sachlich und teilweise sogar kühl. Hedas Sohn Gerret übernahm das Farbschema seines Vaters. |
| weiterer Grundton (weder braun noch grün) | Jan van de Velde, Stillleben mit Rauchwerkzeug, Austern, Stangenglas und Zitronen, 1647, Rijksmuseum, Amsterdam               | Ein drittes Farbschema wird definiert durch die enorm gesteigerte Betonung der Lichtreflexe einzelner Objekte, wodurch der gemalte umgebende Raum im Gemälde zunächst grau, dann sehr dunkel und schließlich monochrom schwarz erscheint. Vermutlich entstand dieses Farbschema aus dem braunen Grundton, der stetig dunkler wurde. Eine Vorreiterrolle hatte dabei Jan Jansz. den Uyl. Besonders bei diesem Amsterdamer Künstler wird deutlich, wie stark Farbigkeit und Licht miteinander verbunden sind, um einen Gesamteindruck als auch Kontraste zu erzielen. Diese Methode nimmt eine Sonderstellung ein, da sie sich erst in den 1640er-Jahren etablierte und die Überleitung zu einer Stilllebenmalerei mit anderen Prämissen bildete. Diese Gestaltung des Hintergrundes verweist deutlich in die Richtung der Malerei eines Willem Kalf. |

## Nachfolger
Eine erste Initiative einen Folgestil zu benennen kam von Bergström. Die Bestätigung erfolgte durch einige Kunsthistoriker unter der Wortführung von Sam Segal. So etablierte sich für die Gemälde, die vor allem in der zweiten Hälfte des 17. Jahrhunderts ihre Blüte hatten, der Name Prunkstillleben. Sam Segal und seine Kollegen entschieden sich für das englische Adjektiv sumptuous, weil dieses wohl am deutlichsten den Charakter dieser Stillleben ausdrücke. Die Prunkstillleben zeigen in der Mehrzahl, so Segal, alle einen deutlichen Hang zum Luxus. Segal kann nachweisen, dass sich das Prunkstillleben aus den in Holland beliebten Imbissbildern entwickelte; dass jedoch auch Vorläufer existieren, die noch weiter zurückliegen würden. Nicht unerheblich ist dabei aber auch die zeitgenössische Kunst des Flamen Frans Snyders'. Segal erkannte aber, dass der Begriff nicht eindeutig war und ergänzte deshalb, dass eine Anzahl von Gemälden wohl beiden Stilen zuzuordnen wäre. Die von Bergström und Segal als Prunkstillleben bezeichneten Gemälde weisen sich im Vergleich zu den Monochromen Banketjes dadurch aus, dass es eine Rückkehr zur Lokalfarbe gibt. Des Weiteren hoben die Künstler die Motivgrenzen auf, so dass alle erdenklichen Nahrungsmittel und Objekte auf der Tafel präsentiert werden konnten. Nicht selten wirken die reich gedeckten Tafeln der Prunkstillleben nahezu überladen. Um eine eindeutige Vorstellung von dem sumptuous still life zu vermitteln, nutzte Segal drei Künstlerpersönlichkeiten, deren Ruhm und Einfluss diesbezüglich nicht in Frage gestellt werden kann:

„The true masters of the pronk still life are Jan Davidsz. de Heem, Abraham van Beyeren and Willem Kalf.“

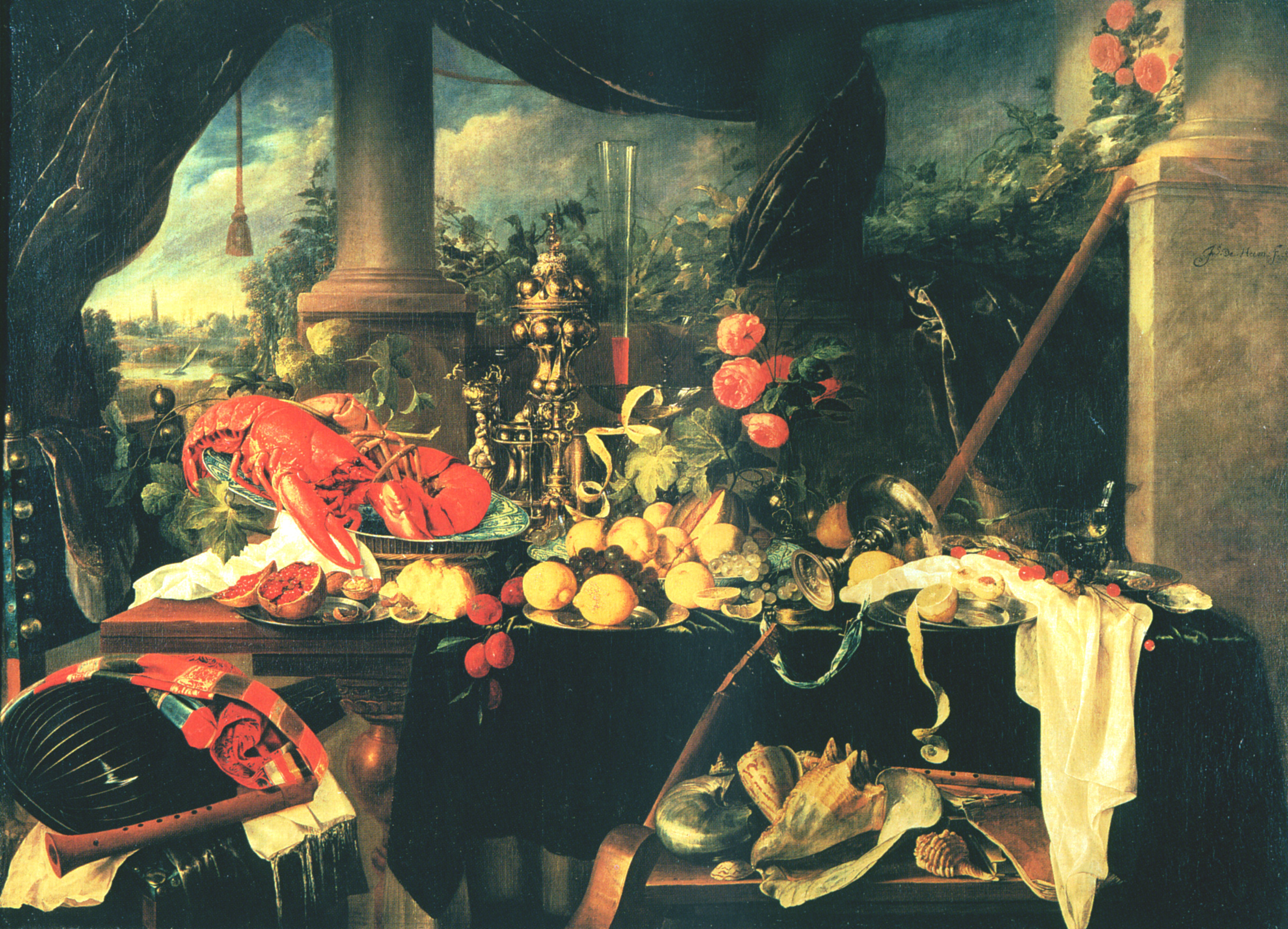
Jan Davidsz. de Heem Stillleben mit Hummer, Goldpokal, Blumen u. a., 1642, Privatbesitz
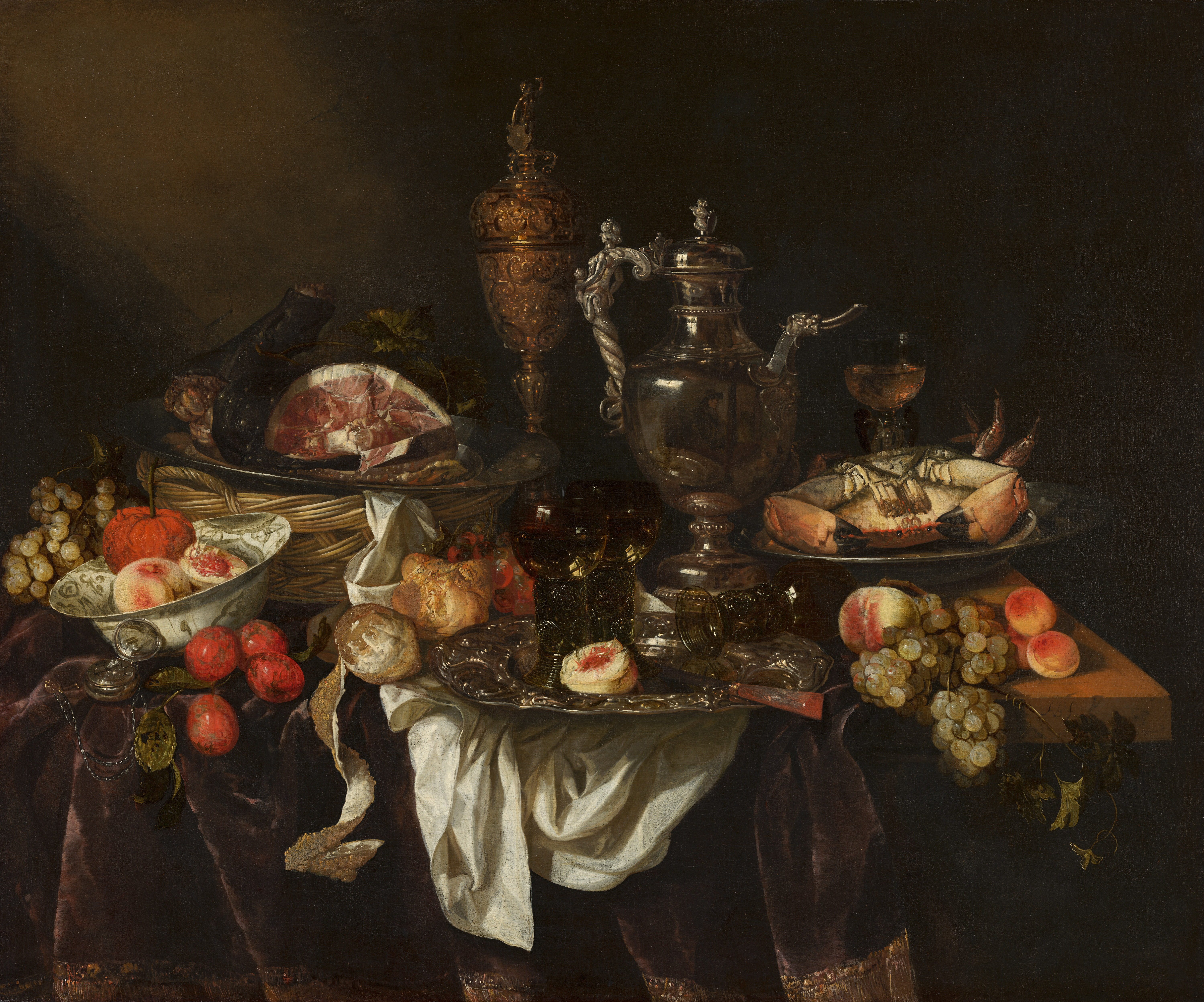
Abraham van Beijeren Prunkstillleben, 1655–1665, Öl auf Leinwand, 99,5 × 120,5 cm, Mauritshuis, Den Haag
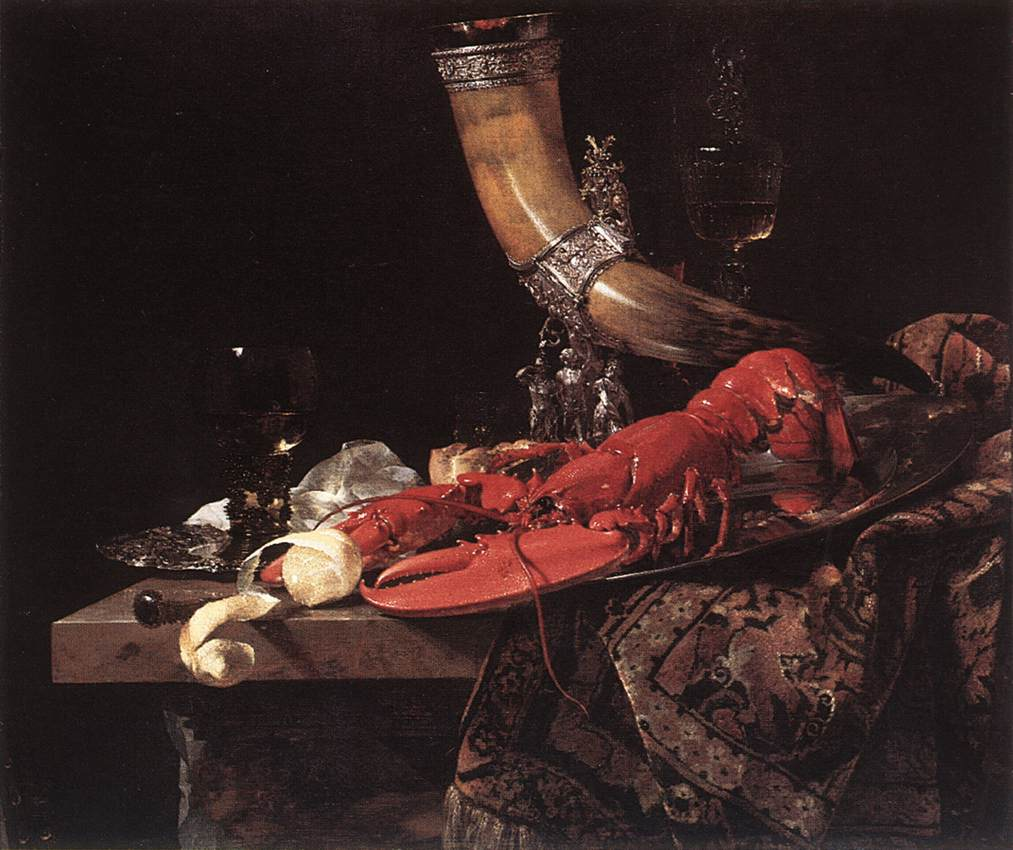
Willem Kalf Stilleben mit Hummer und Trinkhorn, ca. 1653, Öl auf Leinwand, 86,4 × 102,2 cm, National Gallery (London), London

### Nachschlagewerke
- Allgemeines Künstlerlexikon (AKL). Die Bildenden Künstler aller Zeiten und Völker. K. G. Saur, München und Leipzig 1991ff., ISBN 3-598-22740-X.
- Walther Bernt: Die niederländischen Maler des 17.Jahrhunderts. 800 Künstler mit 1470 Abb. 3 Bd. Münchner Verlag, München 19XX.
- Erika Gemar-Költzsch: Holländische Stillebenmaler im 17. Jahrhundert. Luca-Verlag, Lingen 1995, ISBN 3-923641-41-9.
- Fred G. Meijer & Adriaan van der Willigen: A dictionary of Dutch and Flemish still-life painters working in oils. 1525–1725. Primavera Press, Leiden 2003, ISBN 90-74310-85-0.
- Wolf Stadler: Lexikon der Kunst. Malerei, Architektur, Bildhauerkunst . 12 Bde. Herder, Freiburg (Breisgau) (u. a.)1987-90.
- Ulrich Thieme, Felix Becker (Hrsg.): Allgemeines Lexikon der Bildenden Künstler von der Antike bis zur Gegenwart. Leipzig 1907 bis 1950.

### Monografien & Ausstellungskataloge
- Kurt Bauch: Der frühe Rembrandt und seine Zeit. Studien zur geschichtlichen Bedeutung seines Frühstils. Mann, Berlin 1960 (Zum Haarlemer Stillleben: S. 21ff).
- Ingvar Bergström: Dutch still-life painting in the seventeenth century. Aus dem Schwedischen von Christina Hedström und Gerald Taylor. Faber & Faber, London 1956.
- Pieter Biesboer (u. a.): Pieter Claesz: (1596/7-1660), Meester van het stilleven in de Gouden Eeuw. (Aust.kat.: Frans-Halsmuseum Haarlem 2005). Uitgeverij Waanders BV, Zwolle 2004, ISBN 90-400-9005-X.
- Martina Brunner-Bulst: Pieter Claesz.: der Hauptmeister des Haarlemer Stillebens im 17. Jahrhundert. Kritischer Œuvrekatalog. Luca-Verlag, Lingen 2004, ISBN 3-923641-22-2.
- Laurens Bol: Holländische Maler des 17. Jahrhunderts, nahe den großen Meistern : Landschaften und Stilleben. Klinkhardt & Biermann, Braunschweig 1969.
- Pamela Hibbs Decoteau: Clara Peeters: 1594 – ca. 1640, and the development of still-life painting in northern Europe. Luca-Verlag, Lingen 1992, ISBN 3-923641-38-9.
- Sybille Ebert-Schifferer: Die Geschichte des Stillebens. Hirmer, München 1998, ISBN 3-7774-7890-3.
- H.E. van Gelder: W. Heda, A. van Beyeren, W. Kalf. Becht, Amsterdam 1941.
- Claus Grimm: Stilleben. Die niederländischen und deutschen Meister. Belser, Stuttgart (u. a.) 1988, ISBN 3-7630-1945-6.
- Eddy de Jongh (Hrsg.): Still-life in the age of Rembrandt. (Aust.kat.: Auckland City Art Gallery & National Art Gallery Wellington & Robert McDougall Art Gallery Christchurch 1982). Auckland City Art Gallery, Auckland 1982, ISBN 0-86463-101-4.
- Eddy de Jongh (u. a.): Tot lering en vermaak: betekenissen van Hollandse genrevoorstellingen uit de zeventiende eeuw. (Aust.kat.: Rijksmuseum Amsterdam 1976). Rijksmuseum Amsterdam, Amsterdam 1976.
- Gerhard Langemeyer & Hans-Albert Peeters (Hrsg.): Stilleben in Europa. (Aust.kat.: Westfälisches Landesmuseum für Kunst und Kulturgeschichte Münster & Staatliche Kunsthalle Baden-Baden 1980). Landschaftsverband Westfalen-Lippe, Münster 1979.
- Koos Levy-Van Halm (Red.): De trots van Haarlem. Promotie van een stad in kunst en historie. (Aust.kat.: Frans Halsmuseum Haarlem & Teylers Museum Haarlem 1995). Haarlem (u. a.) 1995.
- Fred G. Meijer: The Ashmolean Museum Oxford. Catalogue of the Collection of Paintings. The Collection of Dutch and Flemish Still Life Paintings Bequeathed by Daisy Linda Ward. Zwolle 2003.
- Roswitha Neu-Kock (Red.): Stilleben – Natura Morta. Im Wallraf-Richartz-Museum und im Museum Ludwig. (Aust.kat.: Wallraf-Richartz-Museum und Museum Ludwig Köln 1980). Museen der Stadt Köln, Köln 1980.
- Michael North: Geschichte der Niederlande. Beck, München 2003, ISBN 3-406-41878-3.
- Simon Schama: Overvloed en onbehagen : de Nederlandse cultuur in de Gouden Eeuw. Aus dem Englischen von Eugène Dabekaussen, Barbara de Lange en Tilly Maters. Contact, Amsterdam 1988, ISBN 90-254-6838-1.
- Norbert Schneider: Stilleben. Realität und Symbolik der Dinge; die Stillebenmalerei der frühen Neuzeit. Taschen, Köln 1989, ISBN 3-8228-0398-7.
- Sam Segal & William B. Jordan: A prosperous past. The sumptuous still life in the Netherlands. 1600–1700. (Aust.kat.: Delft & Cambridge & Massachusetts & Texas). SDU Publ., Den Haag 1989, ISBN 90-12-06238-1.
- Sam Segal: Jan Davidsz. de Heem en zijn kring. (Aust.kat.: Utrecht & Braunschweig 1991). SDU Publ., Utrecht 1991, ISBN 90-12-06661-1.
- Axel Sjöblom: Die koloristische Entwicklung des niederländischen Stilllebens im 17. Jahrhundert. Diss. Würzburg 1917.
- A.P.A. Vorenkamp: Bijdrage tot de geschiedenis van het Hollandsch stilleven in de 17 eeuw: proefschrift ter verkrijging van den graad van doctor in de letteren en wijsbegeerte aan de Rijks-Universiteit te Leiden. N.V. Leidsche Uitgeversmaatschappij, Leiden 1933.
- N.R.A. Vroom: A modest message as intimated by the painters of the „Monochrome banketje“. Vol. 1 & 2: Interbook International, Schiedam 1980, Vol. 3: Wilson DMK, Nürnberg 1999.
- N.R.A. Vroom: De Schilders Van Het Monochrome Banketje. Kosmos, Amsterdam 1945.
- E. Zarnowska: La nature Morte hollondaise. Les principaux représentants – ses origins – son influence. Brüssel/Maastricht 1929.

### Aufsätze & Artikel
- Julie Berger Hochstrasser: Imag(in)ing prosperity. Painting and material culture in the 17thcentury Dutch household. In: Jan de Jong (Hrsg.): Wooncultuur in de Nederlanden. 1500–1800 = The art of home in the Netherlands. Zwolle 2001. Waanders, Zwolle 2001, ISBN 90-400-9539-6, S. 194–235 (Nederlands kunsthistorisch jaarboek. 51).
- Pieter de Boer: Jan Jansz. den Uyl. In: Oud Holland. 57, 1940, S. 48–64.
- Hanneke Grootenboer: Truth in Breakfast Painting. Horror Vacui versus the void and Pascal's Geometrical Rhetoric. In: Hanneke Grootenboer: The Rhetoric of Perspective. Realism and illusion in seventeenth-century Dutch still-life painting. Univ. of Chicago Press, Chicago 2005, ISBN 0-226-30968-1, S. 61–95.
- Eddy de Jongh: De interpretatie van stillevens: grenzen en mogelijkheden. In: Eddy de Jongh: Kwesties van betekenis. Thema en motief in de Nederlandse schilderkunst van de zeventiende eeuw. Primavera Pers, Leiden 1995, ISBN 90-74310-14-1, S. 130–148.
- Fred G. Meijer: Frühstücksstilleben und monochrome bankejtes. In: Kunst & Antiquitäten. 1–2, 1993, S. 19–23.
- Fred G. Meijer: Still Life paintings from the Netherlands, Still Lifes: Techniques and Style, A Modest Message as intimated by the Painters of the 'Monochrome Banketje' Vol. 3. In: Oud Holland., 114, 2000.
- J. Michael Montias: Cost and Value in seventeenth-century Dutch art. In: Art History. 10, 1987, S. 455–466.
- N.A.: Pieter Claesz. Stilleven als specialisme. In: Kunstbeeld. 29, 2005, S. 50–52.
- P.J.J. van Thiel: Een stilleven door Pieter Claesz. In: Bulletin van het Rijksmuseum. 23, 1975, S. 119–121.
- P.J.J. van Thiel: Stilleven met kalkoenpastei. Pieter Claesz. 1597/98-1661. In: Versl – Ver – Rembrandt. 1974, S. 22–24.
- Elsbeth Veldpape: Eenvoud en sfeer. Over de sobere, monochrome banketjes van Pieter Claesz. In: Vitrine (Museumstijdschrift openbaar kunstbezit Den Haag). 17, 2004, S. 18–23.